# Сын (альбом)
«Сын» — третий студийный альбом исполнителя Сергея Бабкина, вышедший 14 ноября 2005 года.
Альбом находился в процессе записи с 2004 по 2005 годы, тогда как два предыдущих альбома были записаны в один день. В записи альбома, помимо самого Бабкина и Сергея «Совы» Савенко, приняли участие клавишник Ефим Чупахин и басист Игорь Фадеев.
Диск посвящён сыну Сергея Бабкина — Илье, родившемуся 1 сентября 2005 года.

## Список композиций
| №   | Название     | Длительность |
| --- | ------------ | ------------ |
| 1.  | «Ты»         | 4:02         |
| 2.  | «К.Ч.У.Н.»   | 5:53         |
| 3.  | «Начало»     | 6:39         |
| 4.  | «Мелодия»    | 2:55         |
| 5.  | «Радиоволны» | 8:51         |
| 6.  | «Доволен»    | 6:18         |
| 7.  | «Мама»       | 7:29         |
| 8.  | «Молодость»  | 7:13         |
| 9.  | «Сердце»     | 6:43         |
| 10. | «Сын»        | 6:58         |

## Участники
- Сергей Бабкин (гитара, вокал)
- Сергей Савенко (кларнет)
- Ефим Чупахин (клавиши)
- Игорь Фадеев (бас-гитара)